# Dobruša
Dobruša je naselje v Občini Vodice.